# Clédat (Corrèze)

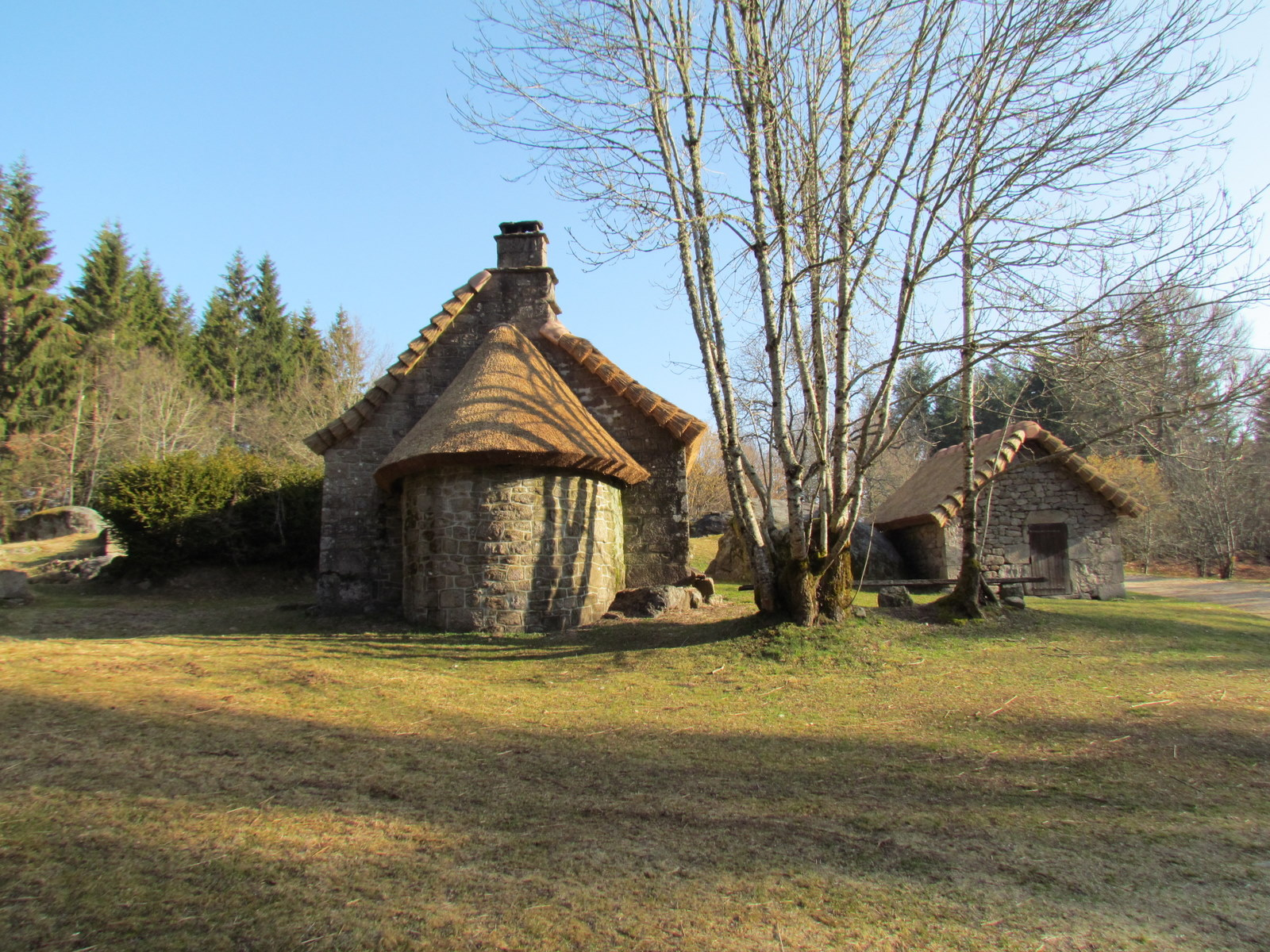
Dorfkirche Sainte-Madeleine

Clédat ist ein seit den 1960er Jahren aufgegebenes Dorf im französischen Département Corrèze, das als Freilichtmuseum restauriert wurde. Die Wüstung liegt auf dem Gebiet der Gemeinde Grandsaigne.
Die Vereinigung Renaissance des Vieilles Pierres entre Millevaches et Monédières bemüht sich seit circa 20 Jahren um die Restaurierung der erhaltenen Gebäude in Clédat. 